# Кариняно
Кариня̀но (на италиански: Carignano; на пиемонтски: Carignan, Каринян) е град и община в Метрополен град Торино, регион Пиемонт, Северна Италия. Разположен е на 235 m надморска височина. Към 1 януари 2020 г. населението на общината е 9241 души, от които 868 са чужди граждани.